# Estação José María Moreno
A Estação José María Moreno é uma das estações do Metro de Buenos Aires, situada em Buenos Aires, entre a Estação Avenida La Plata e a Estação Emilio Mitre. Faz parte da Linha E.
Foi inaugurada em 23 de julho de 1973. Localiza-se no cruzamento da Avenida Directorio com a Rua José María Moreno. Atende os bairros de Caballito e Parque Chacabuco.